# یوبیرتا

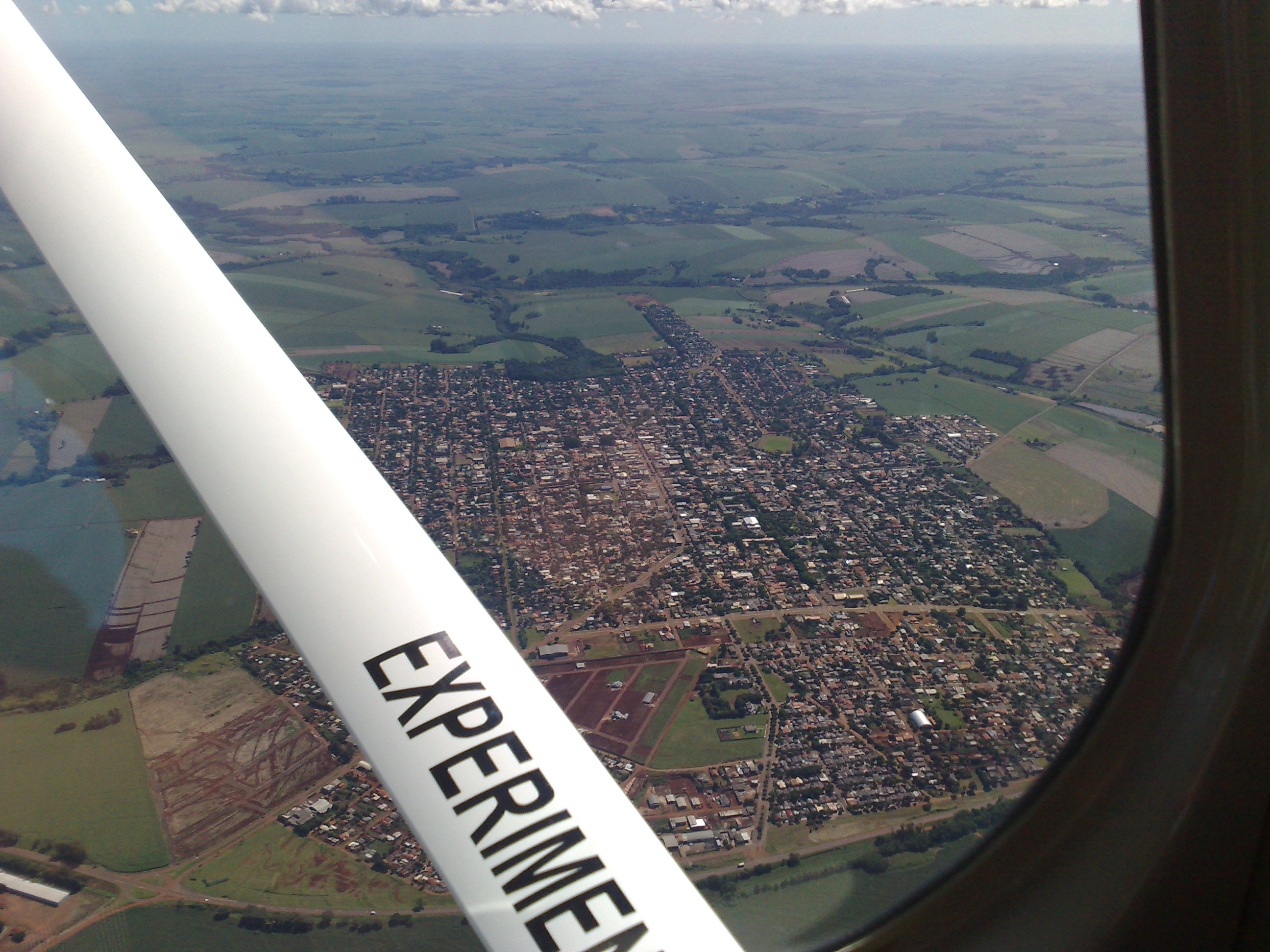
نمایی از شهر یوبیرتا برزیل

یوبیرتا (به پرتغالی: Ubiratã) یک شهرستان برزیل در برزیل است که در پارانا واقع شده‌است.